# ポンチュス・ド・チヤール

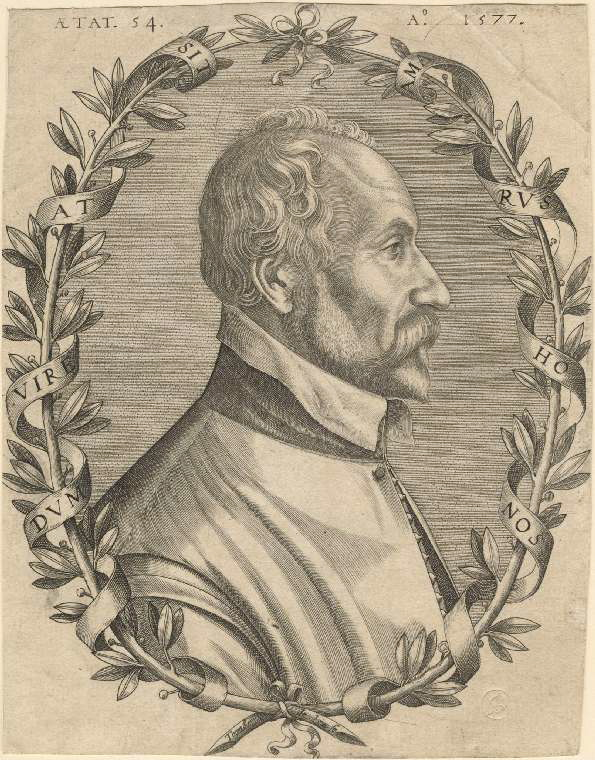
ポンチュス・ド・チヤール

ポンチュス・ド・チヤール（Pontus de Tyard, 1521年頃-1603年or1605年）は、フランスの詩人。ビシー＝シュル＝フレイに生まれた同地の領主であり、ブラニー＝シュル＝ソーヌで没した。
1549年にリヨンで『恋愛の過ち les Erreurs amoureuses』を著した（これは1555年までに数度の増補が行われた）。その文体はペトラルカに近いものであり（併せて友人モーリス・セーヴの『デリー』に触発された可能性もある）、その主題はルイーズ・ラベに触発されたものである。1551年の『当代の幾人かの優れた詩人たちの歌 Chant en faveur de quelques excellents poëtes de ce temps』では、デュ・ベレー、マロ、ロンサールらを賞賛した。
チヤールはロンサールやデュ・ベレー同様にプレイヤード派の一員だったが、1550年代には派内での詩的な探求には余り熱心ではなかった。というのは、1557年まで匿名で出されていた一連の対話篇『哲学的言説les Discours philosophiques』に見られるように、彼はより哲学的な作品を手掛けていたからである。これらの対話篇は、彼に詩学、音楽、天気、予言、世界全体の科学といった領域での知識を深めることを可能にさせた。そこでは、精神的視点（心理学、弁神論）と物質的視点（天文学、物理学、気象学）とが密に接しているのである。なお、彼はコペルニクスの新しい理論に度々言及している。
1570年以降、彼はパリのサロンでいくらかの成功をおさめた。1573年に刊行された彼の詩篇集は、レ元帥夫人(Maréchale de Retz)に捧げられている。
彼は1589年にシャロン＝シュル＝ソーヌで司教になった。このことは彼の人生の新たな転機となった。その新しい職掌に全身全霊を傾けたからである。1588年のブロワの三部会では、カトリック同盟に対抗して王家の権威を擁護した。彼は翌年司教を辞して引退した。その後、1594年には『ユーグ・カペーの家系の抜粋 Extrait de la généalogie de Hugues Capet』を刊行している。